# 標識符

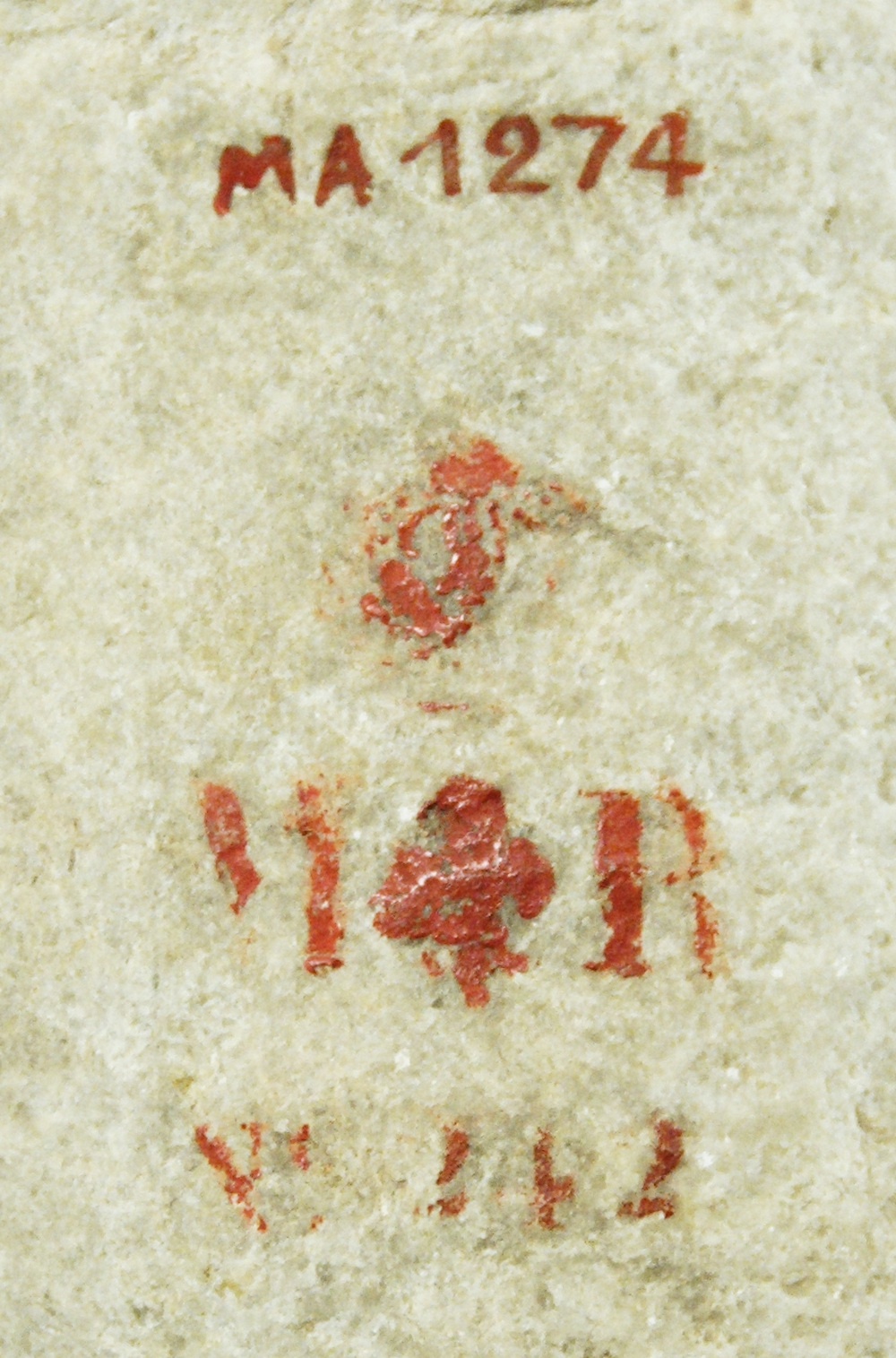
羅浮宮某雕塑背後的標識符

標識符（英語：Identifier，縮寫：ID）又稱識別碼，是一個用來識別物件的名稱，識別對象可能是概念、具體可數的物體或是不可數的物質。標識符可能是字、編號、字母、符號，也可能是由上述元素所組成。

## 计算机科学中
在编程语言中，標識符就是程序员自己规定的具有特定含义的词，比如类名称，属性名称，变量名等。